# Amara littoralis
Amara littoralis là một loài bọ cánh cứng thuộc chi Amara, họ Bọ chân chạy. Đây là loài bản địa của nhiều vùng châu Á.